# Blue-Lake-Nationalpark
Der Blue-Lake-Nationalpark (engl.: Blue Lake National Park) war ein eigenständiger Nationalpark im Südosten des australischen Bundesstaates Queensland. Seit dem 25. März 2011 ist er Teil des größeren Naree-Budjong-Djara-Nationalparks.

## Lage
Er liegt 44 km östlich von Brisbane auf North Stradbroke Island. Erreichbar ist der Park über eine schmale, 9 km lange Straße von Dunwich aus.

## Blue Lake
Wichtigste Sehenswürdigkeit ist der Blue Lake, eine Grundwasserblänke, die bei höchstem Wasserstand etwas weniger als 10 m tief ist. Dort findet man den Southern Sun Fish. Das Wasser des Sees läuft in den Eighteen Mile Swamp (einen Sumpf) über. In der Sprache der Aborigines heißt der See Karboora.

## Tortoise Lagoon
Auch die nicht dauernd mit Wasser gefüllte Tortoise Lagoon („Schildkröten Lagune“) befindet sich im Nationalpark. Dieser kleine, über dem Grundwasserspiegel liegende See war 1974, als er zuletzt gefüllt war, 1,4 m tief.

## Naturschutzvorschriften
Zelten, Lagerfeuer und Haustiere sind im Park nicht erlaubt.